# RUAG
RUAG (originalment Rüstungs Unternehmen Aktiengesellschaft; Empresa de defensa de societat anònima) és una empresa de tecnologia de Suïssa, amb la seu a Berna. Compta amb plantes de producció a Suïssa (Nyon, Aigle, Thun, Berna, Emmen, Altdorf, i Interlaken), Alemanya (Oberpfaffenhofen, Hamburg i Fürth), Suècia (Gothenburg, Linköping i Åmotfors), Hongria (Sirok) i Àustria (Viena, Berndorf) i EUA (Tampa), i les empreses de vendes a RU, França, Bèlgica, Brasil i Malàisia.

## Estructura
RUAG té les següents divisions:

### Aeroespacial
- RUAG Aerostructures (fabricació de components, aeroestructures i reciclatge amb productes principalment per al mercat civil)
- RUAG Space (a Suïssa, Suècia i Àustria)
- RUAG Aviation (MRO per a ús civil i militar, productor de la Do228 GN, solucions de sistemes)

### Defensa
- RUAG Ammotec (munició d'armes portàtils de fins a 12,7 mm per a la defensa, aplicació de la llei, la caça i l'esport). RUAG és també el productor original de la HG 85. Porta producció en filials a Alemanya, Hongria, EUA i Suècia. Els productes per al mercat civil estan marcats amb els noms RWS, Geco, Rottweil.
- RUAG Defence (simulació i entrenament, telemàtica, manteniment, operacions de xarxa habilitada, vehicles de combat i de suport, solucions de protecció, etc.) La producció a Suïssa i Alemanya